# Bulbophyllum auroreum
Bulbophyllum auroreum là một loài phong lan thuộc chi Bulbophyllum.